# ماني فاربر
ماني فاربر (بالإنجليزية: Manny Farber)‏ هو أستاذ جامعي وكاتب وناقد سينمائي ورسام وصحفي أمريكي، ولد في 10 فبراير 1917 في دوغلاس في الولايات المتحدة، وتوفي في 18 أغسطس 2008 في Leucadia, Encinitas, California ‏ في الولايات المتحدة.

## وصلات خارجية
- ماني فاربر على موقع IMDb (الإنجليزية)
- ماني فاربر على موقع روتن توميتوز (الإنجليزية)
- ماني فاربر على موقع روتن توميتوز (الإنجليزية)